# 750 Oskar
750 Oskar
750 Oskar là một tiểu hành tinh ở vành đai chính, thuộc nhóm tiểu hành tinh Nysa. Nó được Johann Palisa phát hiện ngày 28.4.1913 ở Viên, và được đặt theo tên Oskar Ruben von Rothschild, có lẽ là một ân nhân?.